# Konrad Rauter
Konrad Rauter (* 30. September 1907 in Augsburg; † 5. November 2001 ebenda) war ein deutscher Politiker (CSU).

## Werdegang
Nach dem Besuch der Volksschule machte Rauter die Lehre zum Maschinenschlosser, die er mit der Gesellenprüfung beendete, nebenher war er in der evangelischen Jugendbewegung aktiv. Von 1926 bis 1931 arbeitete er auf seiner Wanderschaft in Ungarn, Rumänien, Türkei, Deutschland und der Schweiz. Später folgte die Ausbildung zum Werklehrer mit staatlicher Abschlussprüfung. Von 1933 bis 1944 arbeitete er als technischer Sachbearbeiter bei MAN in Augsburg, bis er zum Ende des Zweiten Weltkriegs in den Kriegsdienst einberufen wurde. Ende 1945 berief man ihn zum Inspektor der Inneren Mission Augsburg. Von 1946 bis 1964 gehörte er dem Augsburger Stadtrat, von 1958 bis 1962 dem Bezirkstag von Schwaben und von 1962 bis 1970 dem Bayerischen Landtag an, darüber hinaus war er von 1953 an weltlicher Abgeordneter in der Landessynode der evangelisch-lutherischen Kirche in Bayern sowie Vorsitzender der Stiftung Evangelisches Waisenhaus und Klauckehaus Augsburg.